# Afdem
Cet article concerne une ville éthiopienne. Pour le district, voir Afdem (woreda).
Afdem est une ville de l'est de l'Éthiopie située dans la zone Siti de la région Somali. Elle est le centre administratif du woreda Afdem et compte 1 554 habitants en 2007.
Afdem se situe vers 1 000 m d'altitude sur la route principale de Mieso à Dire Dawa, à environ 40 km de Mieso et 115 km de Dire Dawa.
Bien que la nouvelle ligne d'Addis-Abeba à Djibouti passe par Afdem, les gares les plus proches sont Mulu et Bike à une trentaine de kilomètres d'Afdem,. La gare d'Afdem autrefois desservie par le chemin de fer djibouto-éthiopien est maintenant désaffectée[réf. souhaitée].
Avec 1 554 habitants recensés en 2007, Afdem est la deuxième agglomération du district homonyme après Bike.